# Parlamento dello Sri Lanka
Il Parlamento dello Sri Lanka è il parlamento unicamerale dello stato asiatico. Esso consiste di 225 membri, eletti per un mandato quinquennale con il sistema proporzionale e a suffragio universale, che esercitano collettivamente in assemblea il potere legislativo nel paese, nonché quello di controllo dell’esecutivo. Fra le altre varie competenze, il Parlamento redige il bilancio statale e può emendare la Costituzione.
Il Presidente dello Sri Lanka ha il potere di convocare, sospendere, prorogare o terminare una sessione parlamentare, nonché quello di sciogliere l’Assemblea, tuttavia quest’ultimo potere è parzialmente vincolato: per sciogliere l’Assemblea è necessario che siano trascorsi due anni e sei mesi dalle ultime elezioni parlamentari o, se non ancora trascorsi, che vi sia l’assenso di due terzi dei membri dell’Assemblea.